# Landschaftsteil bei der Frauenkapelle
Das Gebiet Landschaftsteil bei der Frauenkapelle ist ein mit Verordnung vom 8. Dezember 1955 ausgewiesenes Landschaftsschutzgebiet (LSG-Nummer 4.37.023) im Gebiet der baden-württembergischen Stadt Bad Saulgau im Landkreis Sigmaringen in Deutschland.

## Lage
Das rund 12 Hektar große Schutzgebiet „Landschaftsteil bei der Frauenkapelle“ gehört zum Naturraum „Donau-Ablach-Platten“ und liegt ungefähr 850 Meter südöstlich der Bad Saulgauer Stadtmitte, nördlich und südlich der Buchauer Straße, auf einer Höhe von etwa 587 m ü. NHN. Es schließt unter anderem den fast 400 Jahre alten Friedhof bei der Liebfrauenkirche und das östlich anschließende Gewann Hinter der Liebfrauenkapelle ein.